# Paraperipatus novaebritanniae
Paraperipatus novaebritanniae är en klomaskart som först beskrevs av Willey 1898.  Paraperipatus novaebritanniae ingår i släktet Paraperipatus och familjen Peripatopsidae. Inga underarter finns listade i Catalogue of Life.